# Discestra hamata
Discestra hamata är en fjärilsart som beskrevs av Mcdunnough 1930. Discestra hamata ingår i släktet Discestra och familjen nattflyn. Inga underarter finns listade i Catalogue of Life.